# Kissyfur
Kissyfur is een Amerikaanse tekenfilmserie uit de jaren tachtig, die werd geproduceerd door DIC Entertainment. De serie verhaalde over het ontsnapte circusbeertje Kissyfur en was gebaseerd op een special van de televisiezender NBC, genaamd Kissyfur: Bear Roots. In Nederland werd het uitgezonden door de NCRV. Voor de Nederlandse nasynchronisatie nam Bart de Graaff de stem van Kissyfur voor zijn rekening; vader Guus werd ingesproken door Bram van der Vlugt. Overige stemmen waren onder meer van Simone Kleinsma, Paul Gieske, Maria Lindes en Frits Lambrechts.

## Verhaal
Het programma draait om de avonturen van Kissyfur en zijn vader Guus, die voorheen bij het circus werkten. Op een dag ontspoort de trein waarin de circusdieren worden vervoerd en grijpen vader en zoon hun kans om te ontsnappen. Ze belanden in een moeras in het zuiden van de Verenigde Staten, waar ze een nieuw leven opbouwen. De twee beren wenden de vaardigheden die ze in de mensenwereld hebben opgedaan aan om een klein watertaxibedrijf op te zetten. Daarnaast doen ze hun best om hun nieuwe vrienden, de overige moerasdieren, te beschermen tegen Fred en Marie, twee alligators die azen op hun kroost.

## Rolverdeling (stemmen)
| Personage          | Originele stemmen             | Nederlandse naam  | Nederlandse stemmen        |
| ------------------ | ----------------------------- | ----------------- | -------------------------- |
| Kissyfur           | R.J. Williams, Max Meier      | Kissyfur          | Bart de Graaff, Thera Knap |
| Gus                | Ed Gilbert                    | Guus              | Bram van der Vlugt         |
| Miss Emmie Lou     | Russi Taylor                  | Juffrouw Emmy Lou | Maeve van der Steen        |
| Charles            | Lennie Weinrib                | Klaas             | ?                          |
| Ralph              | ?                             | ?                 | ?                          |
| Howie              | ?                             | Foefie            | Hetty Heyting              |
| Uncle Shelby       | Frank Welker                  | Oom Siebold       | Paul Gieske, Joost Prinsen |
| The Cackle Sisters | ?                             | ?                 | ?                          |
| Floyd              | Stu Rosen                     | Fred              | Frits Lambrechts           |
| Jolene             | Terence McGovern, Doug Parker | Marie             | Simone Kleinsma            |
| Flo                | Marilyn Lightstone            | ?                 | ?                          |
| Stuckey            | Stu Rosen                     | Prikkie           | Marnix Kappers             |
| Beehonie           | Russi Taylor                  | Beatrijs          | Teuntje de Klerk           |
| Duane              | Neil Ross                     | Johnny            | Hetty Heyting              |
| Toot               | Russi Taylor                  | Toet              | Maria Lindes               |
| Lenny              | Lennie Weinrib                | Leo               | Paul Gieske, Joost Prinsen |
| Donna              | Russi Taylor                  | ?                 | ?                          |

## Afleveringen

### Specials (1985-1986)
| Special | Nederlandse titel  | Originele titel         |
| ------- | ------------------ | ----------------------- |
| 1       | De wijde wereld in | Bear Roots              |
| 2       | Koel en relaxed    | The Birds and the Bears |
| 3       | De kinderjuf       | The Lady is a Chump     |
| 4       | De grote droogte   | We Are the Swamp        |

## Seizoen 1 (1986)
| Aflevering (seizoen) | Aflevering (serie) | Nederlandse titel                                        | Originele titel                                |
| -------------------- | ------------------ | -------------------------------------------------------- | ---------------------------------------------- |
| 1                    | 1                  | De bange krokodil/Guus houdt winterslaap                 | Home Sweat Home/Pooped Pop                     |
| 2                    | 2                  | Wie is de dikste beer?/Toet en de showbusiness           | Bear Who Cried Wolf!/Egg McGuffin              |
| 3                    | 3                  | Jacht op krokodillen/Het mensenjong                      | Gatoraid/Basket Case                           |
| 4                    | 4                  | Brutus de stier/De jampotten van Sassafras               | Here's the Beef/Jam Wars                       |
| 5                    | 5                  | Neef Willy/De bedrieger bedrogen                         | The Incredible Hunk/Double Dare Bear           |
| 6                    | 6                  | Rory de leeuw/De toverdoos                               | Drop Me a Lion/Wishing Box                     |
| 7                    | 7                  | Een walvis met buikpijn/Detective Grizzly                | Whale of a Tail/Kissyfur P.I.                  |
| 8                    | 8                  | Een robot is ook maar een mens/Niets anders dan kiespijn | The Humans Must Be Crazy/To Tell the Tooth!    |
| 9                    | 9                  | Loos alarm/Kissyfur wordt moeder                         | Bearly a Bodyguard/The Duck Who Came to Dinner |

## Seizoen 2 (1988)
| Aflevering (seizoen) | Aflevering (serie) | Nederlandse titel                           | Originele titel                                      |
| -------------------- | ------------------ | ------------------------------------------- | ---------------------------------------------------- |
| 1                    | 10                 | De moerastovenaar/Oom Siebold wordt beroofd | The Great Swamp Swami/The Shell Game                 |
| 2                    | 11                 | Alles op zijn tijd/Elke dag een goede daad  | Just in Time/Three's a Crowd                         |
| 3                    | 12                 | My fair Leo/Krokodillen Dundee              | My Fair Lenny/G'Day Gator and G'Bye                  |
| 4                    | 13                 | De kikkerprins/Zo vader zo zoon             | Fork-Tongued Frog/Like Father, Like Son              |
| 5                    | 14                 | Toet ontdekt een schat/De bessensapbusiness | Berried Alive/Toot's Treasure                        |
| 6                    | 15                 | Blaffer, brave hond/Het nieuwe clubhuis     | Cub's Club/You Ain't Nothin' But a Hound Dog         |
| 7                    | 16                 | Prikkie gaat uit werken/Flipzilla           | Stuck on Stuckey/Flipzilla                           |
| 8                    | 17                 | De ruimte-aap/Een nieuwe makker             | The New Cub/Comrade Kissyfur                         |
| 9                    | 18                 | Ik zag twee beren/Elly Krokodil             | See Ya Later, Annie Gator/Evilfur                    |
| 10                   | 19                 | Klaas en de kikkers/De taxi-race            | Swarm Outside/Halo & Goodbye                         |
| 11                   | 20                 | Wiebel de waaghals/Juf Emmy’s restaurant    | The Ballad of Rebel Racoon/Somethin' Cajun's Cookin' |
| 12                   | 21                 | Kissyfur is jaloers/Terug naar het circus   | Got Those Baby Blues/Home Sweet Swamp                |
| 13                   | 22                 | ?                                           | The Great Swamp Taxi Race/Weight Not Want Not        |